# Frost/Nixon
Frost/Nixon es una película de 2008 protagonizada por Frank Langella, Michael Sheen, Kevin Bacon, Sam Rockwell, Matthew Macfadyen, Oliver Platt y Rebecca Hall, y dirigida por Ron Howard. La película, adaptación de la obra de teatro homónima de Peter Morgan, está basada en la serie de cuatro entrevistas realizadas por el periodista David Frost al expresidente Richard Nixon, en 1977. 
Recibió 5 nominaciones en los 81.º Premios Óscar.

## Sinopsis
Una serie de informes de la prensa documentan el papel de Richard Nixon (Frank Langella) en el escándalo Watergate de 1972, antes de su discurso de dimisión de 1974. Mientras tanto, David Frost (Michael Sheen) ha terminado de grabar un episodio de su programa de entrevistas en Australia y ve en la televisión como Nixon abandona la Casa Blanca.
Unas semanas más tarde, en la oficina central de London Weekend Television (LWT), Frost discute la posibilidad de una entrevista con su productor y amigo, John Birt (Matthew Macfadyen). Cuando Frost menciona a Nixon como el sujeto, Birt duda de que Nixon esté dispuesto a hablar con Frost. Frost le dice a Birt que 400 millones de personas vieron la renuncia del presidente Nixon en la televisión en vivo.
Nixon se está recuperando de flebitis en La Casa Pacifica en San Clemente, California. Se está discutiendo sus memorias con el agente literario Irving "Swifty" Lazar (Toby Jones), que le dice al expresidente de la petición de Frost para llevar a cabo una entrevista con una oferta de 500.000 dólares, y solo después de que Lazar contacta a Frost, la oferta aumentó a 600.000 dólares. Lazar contacta a Frost para informarle de que Nixon está interesado, por lo que Frost y Birt vuelan a California para reunirse con Nixon.
En el avión, Frost conoce a Caroline Cushing (Rebecca Hall), con quien pronto comienza una relación. En La Casa Pacifica, Frost hace el primer pago parcial de 200.000 dólares. Sin embargo, el jefe de Estado Mayor, Jack Brennan (Kevin Bacon), expresa sus dudas de que Frost será capaz de pagar el monto total.

## Basada en hechos reales

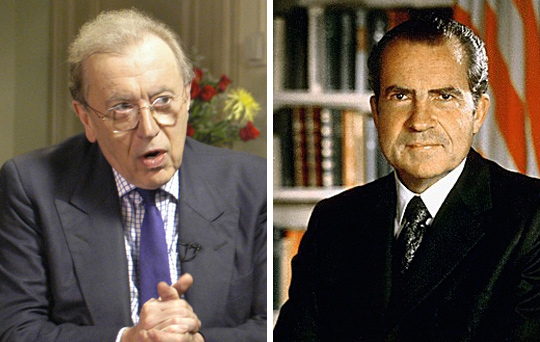
Sir David Paradine Frost en una entrevista a Donald Rumsfeld– y Richard Nixon –foto presidencial.

La obra de teatro de Peter Morgan de la que es adaptación la película, está basada en la serie de cuatro entrevistas realizadas por el periodista Sir David Frost al presidente Nixon en 1977.
La serie obtuvo la mayor audiencia de un programa político en la televisión estadounidense. Los 45 millones de espectadores que siguieron la primera parte son un récord que aún sigue vigente. Su legendario enfrentamiento revolucionó el arte de la entrevista, cambió el aspecto de la política e hizo admitir algo al expresidente que sorprendió a muchos y a él mismo. Fue una entrevista muy controvertida, y más en el contexto político en la que fue rodada.

## Reparto
- Frank Langella, como Richard Nixon.
- Michael Sheen, como David Frost.
- Kevin Bacon, como Jack Brennan.
- Oliver Platt, como Bob Zelnick.
- Sam Rockwell, como James Reston Jr.
- Matthew Macfadyen, como John Birt.
- Rebecca Hall, como Caroline Cushing.
- Toby Jones, como Swifty Lazar.

## Premios
Premios Óscar
| Año  | Categoría            | Candidato            | Resultado  |
| ---- | -------------------- | -------------------- | ---------- |
| 2008 | Mejor Película       | Mejor Película       | Candidata  |
| 2008 | Mejor Director       | Ron Howard           | Candidato  |
| 2008 | Mejor Actor          | Frank Langella       | Candidato  |
| 2008 | Mejor Guion Adaptado | Peter Morgan         | Candidato  |
| 2008 | Mejor Montaje        | Mike Hill Dan Hanley | Candidatos |

54.ª edición de los Premios Sant Jordi
| Categoría                          | Candidato      | Resultado |
| ---------------------------------- | -------------- | --------- |
| Mejor actor en película extranjera | Frank Langella | Ganador   |

Premios BAFTA
| Año  | Categoría                     | Candidato                            | Resultado  |
| ---- | ----------------------------- | ------------------------------------ | ---------- |
| 2008 | Mejor Película                | Mejor Película                       | Candidata  |
| 2008 | Mejor Director                | Ron Howard                           | Candidato  |
| 2008 | Mejor Actor                   | Frank Langella                       | Candidato  |
| 2008 | Mejor Guion Adaptado          | Peter Morgan                         | Candidato  |
| 2008 | Mejor Montaje                 | Mike Hill Dan Hanley                 | Candidatos |
| 2008 | Mejor Maquillaje y Peluquería | Edouard F. Henriques Kim Santantonio | Candidatos |

Premios del Sindicato de Actores
| Año  | Categoría     | Candidato      | Resultado |
| ---- | ------------- | -------------- | --------- |
| 2008 | Mejor Reparto | Mejor Reparto  | Candidato |
| 2008 | Mejor Actor   | Frank Langella | Candidato |

Premios Globo de Oro
| Año  | Categoría              | Candidato              | Resultado |
| ---- | ---------------------- | ---------------------- | --------- |
| 2008 | Mejor Película - Drama | Mejor Película - Drama | Candidata |
| 2008 | Mejor Director         | Ron Howard             | Candidato |
| 2008 | Mejor Actor - Drama    | Frank Langella         | Candidato |
| 2008 | Mejor Guion            | Peter Morgan           | Candidato |
| 2008 | Mejor Banda Sonora     | Hans Zimmer            | Candidato |